# Las Angosturas
Las Angosturas és un jaciment arqueològic ubicat sobre un morrot rocós que s'alça sobre un meandre del riu Gor, en el terme municipal de Gor (Granada, Andalusia, Espanya). És un poblat de reduïdes dimensions, però amb un gran valor estratègic que explica la seua contínua ocupació. La seqüència cultural abasta des del Neolític final o Coure antic, passant per importants estrats eneolítics i una fase campaniforme, fins a una etapa ibèrica que presenta indicis de romanització en els últims moments. La fase eneolítica presenta diferents etapes de construcció i destrucció de les cabanyes del poblat. Aquestes són de planta circular amb sòcol de pedra sobre el qual s'alçaven parets de tova i cobertes amb sostrada de ramalles i palla amb un suport central. Dels últims moments d'aquesta fase són uns soterraments apareguts en el poblat en grans atuells amb aixovar. En època ibèrica es constata la presència de nombroses construccions de planta rectangular que podem considerar com habitatges, si bé d'algunes estructures és difícil definir la seua funció.